# ماثيو أرنولد (لاعب كريكت)
ماثيو أرنولد (بالإنجليزية: Matthew Arnold)‏ (16 أكتوبر 1988 في جنوب أفريقيا - ) هو لاعب كريكت جنوب أفريقي.

## وصلات خارجية
- ماثيو أرنولد على موقع إي آس بي آن كريك إنفو (الإنجليزية)